# Milán – San Remo
Milán – San Remo je jednorázový cyklistický závod spojující města Milán a San Remo. Svou současnou délkou 294 km je nejdelším jednorázovým profesionálním závodem světa. Přezdívá se mu Jarní klasika (italsky: la classica di Primavera) a je součástí seriálu UCI World Tour. Závod patří mezi pět nejprestižnějších jednodenních cyklistických závodů spolu s Kolem Flander, Paris-Roubaix, Liège-Bastogne-Liège a Giro di Lombardia. Ty jsou označovány jako monumenty. 

## Historie

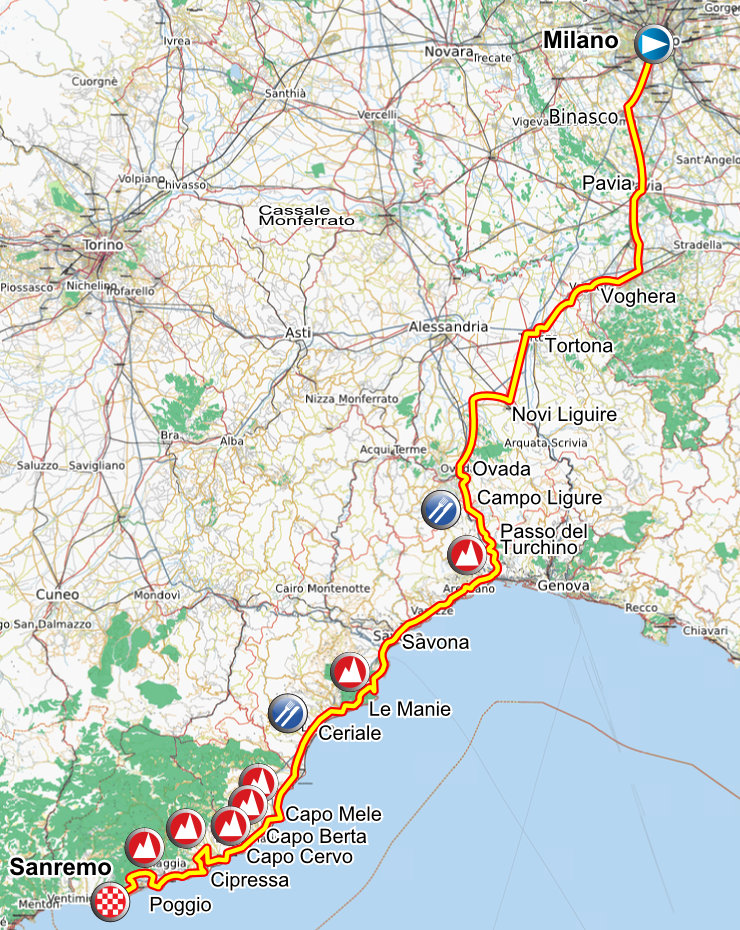
Trasa závodu v roce 2011

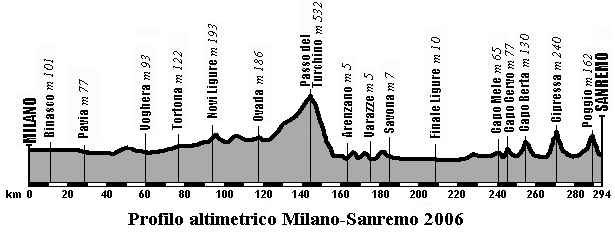
Profil tratě závodu v roce 2006

Poprvé se konal v roce 1907. Nejtěžším místem prvních ročníků byl průsmyk Passo del Turchino, ale později byly přidány další stoupání blíže k cíli. V roce 1960 tak přibyl vrchol Poggio nedaleko před cílem, v roce 1982 poprvé závod zavítal na Cipressu, vrchol blízko Imperie. Navzdory těmto změnám závod nejčastěji vrcholí hromadným dojezdem a je označován za sprinterskou klasiku.
Nejúspěšnějším účastníkem je sedminásobný vítěz závodu Eddy Merckx z Belgie, v posledních letech jsou nejúspěšnější čtyřnásobní vítězové Erik Zabel z Německa a Óscar Freire ze Španělska.

## Vítězové
| Rok  | Vítěz                | Země               |
| ---- | -------------------- | ------------------ |
| 2025 | Mathieu van der Poel | Nizozemsko         |
| 2024 | Jasper Philipsen     | Belgie             |
| 2023 | Mathieu van der Poel | Nizozemsko         |
| 2022 | Matej Mohorič        | Slovinsko          |
| 2021 | Jasper Stuyven       | Belgie             |
| 2020 | Wout van Aert        | Belgie             |
| 2019 | Julian Alaphilippe   | Francie            |
| 2018 | Vincenzo Nibali      | Itálie             |
| 2017 | Michał Kwiatkowski   | Polsko             |
| 2016 | Arnaud Démare        | Francie            |
| 2015 | John Degenkolb       | Německo            |
| 2014 | Alexander Kristoff   | Norsko             |
| 2013 | Gerald Ciolek        | Německo            |
| 2012 | Simon Gerrans        | Austrálie          |
| 2011 | Matthew Harley Goss  | Austrálie          |
| 2010 | Óscar Freire         | Španělsko          |
| 2009 | Mark Cavendish       | Spojené království |
| 2008 | Fabian Cancellara    | Švýcarsko          |
| 2007 | Óscar Freire         | Španělsko          |
| 2006 | Filippo Pozzato      | Itálie             |
| 2005 | Alessandro Petacchi  | Itálie             |
| 2004 | Óscar Freire         |                    |
| 2003 | Paolo Bettini        |                    |
| 2002 | Mario Cipollini      |                    |
| 2001 | Erik Zabel           |                    |
| 2000 | Erik Zabel           |                    |
| 1999 | Andrei Tchmil        |                    |
| 1998 | Erik Zabel           |                    |
| 1997 | Erik Zabel           |                    |
| 1996 | Gabriele Colombo     |                    |
| 1995 | Laurent Jalabert     |                    |
| 1994 | Giorgio Furlan       |                    |
| 1993 | Maurizio Fondriest   |                    |
| 1992 | Seán Kelly           |                    |
| 1991 | Claudio Chiappucci   |                    |
| 1990 | Gianni Bugno         |                    |
| 1989 | Laurent Fignon       |                    |
| 1988 | Laurent Fignon       |                    |
| 1987 | Erich Mächler        |                    |
| 1986 | Seán Kelly           |                    |
| 1985 | Hennie Kuiper        |                    |
| 1984 | Francesco Moser      |                    |
| 1983 | Giuseppe Saronni     |                    |
| 1982 | Marc Gomez           |                    |
| 1981 | Fons De Wolf         |                    |
| 1980 | Pierino Gavazzi      |                    |
| 1979 | Roger De Vlaeminck   |                    |
| 1978 | Roger De Vlaeminck   |                    |
| 1977 | Jan Raas             |                    |
| 1976 | Eddy Merckx          |                    |
| 1975 | Eddy Merckx          |                    |
| 1974 | Felice Gimondi       |                    |
| 1973 | Roger De Vlaeminck   |                    |
| 1972 | Eddy Merckx          |                    |
| 1971 | Eddy Merckx          |                    |
| 1970 | Michele Dancelli     |                    |
| 1969 | Eddy Merckx          |                    |
| 1968 | Rudi Altig           |                    |
| 1967 | Eddy Merckx          |                    |
| 1966 | Eddy Merckx          |                    |
| 1965 | Arie den Hartog      |                    |
| 1964 | Tom Simpson          |                    |
| 1963 | Joseph Groussard     |                    |
| 1962 | Emile Daems          |                    |
| 1961 | Raymond Poulidor     |                    |
| 1960 | René Privat          |                    |

| Rok  | Vítěz                | Země |
| ---- | -------------------- | ---- |
| 1959 | Miguel Poblet        |      |
| 1958 | Rik Van Looy         |      |
| 1957 | Miguel Poblet        |      |
| 1956 | Fred De Bruyne       |      |
| 1955 | Germain Derijcke     |      |
| 1954 | Rik van Steenbergen  |      |
| 1953 | Loretto Petrucci     |      |
| 1952 | Loretto Petrucci     |      |
| 1951 | Louison Bobet        |      |
| 1950 | Gino Bartali         |      |
| 1949 | Fausto Coppi         |      |
| 1948 | Fausto Coppi         |      |
| 1947 | Gino Bartali         |      |
| 1946 | Fausto Coppi         |      |
| 1945 | závod se nekonal     |      |
| 1944 | závod se nekonal     |      |
| 1943 | Cino Cinelli         |      |
| 1942 | Adolfo Leoni         |      |
| 1941 | Pierino Favalli      |      |
| 1940 | Gino Bartali         |      |
| 1939 | Gino Bartali         |      |
| 1938 | Giuseppe Olmo        |      |
| 1937 | Cesare Del Cancia    |      |
| 1936 | Angelo Varetto       |      |
| 1935 | Giuseppe Olmo        |      |
| 1934 | Joseph Demuysere     |      |
| 1933 | Learco Guerra        |      |
| 1932 | Alfredo Bovet        |      |
| 1931 | Alfredo Binda        |      |
| 1930 | Michele Mara         |      |
| 1929 | Alfredo Binda        |      |
| 1928 | Costante Girardengo  |      |
| 1927 | Pietro Chesi         |      |
| 1926 | Costante Girardengo  |      |
| 1925 | Costante Girardengo  |      |
| 1924 | Pietro Linari        |      |
| 1923 | Costante Girardengo  |      |
| 1922 | Giovanni Brunero     |      |
| 1921 | Costante Girardengo  |      |
| 1920 | Gaetano Belloni      |      |
| 1919 | Angelo Gremo         |      |
| 1918 | Costante Girardengo  |      |
| 1917 | Gaetano Belloni      |      |
| 1916 | závod se nekonal     |      |
| 1915 | Ezio Corlaita        |      |
| 1914 | Ugo Agostoni         |      |
| 1913 | Odile Defraye        |      |
| 1912 | Henri Pélissier      |      |
| 1911 | Gustave Garrigou     |      |
| 1910 | Eugène Christophe    |      |
| 1909 | Luigi Ganna          |      |
| 1908 | Cyrille van Hauwaert |      |
| 1907 | Lucien Petit-Breton  |      |